# José Carlos Chaves
José Carlos Chaves Innecken, né le 3 septembre 1958,, ou 1959,, à Atenas au Costa Rica, est un footballeur international costaricien. Il évoluait au poste de défenseur et milieu de terrain.

## Biographie
José Chaves est retenu par le sélectionneur Bora Milutinović afin de participer à la Coupe du monde 1990 organisée en Italie. Lors du mondial, il est titulaire et joue quatre matchs : contre l'Écosse, le Brésil, la Suède, et la Tchécoslovaquie. Le Costa Rica atteint les huitièmes de finale de la compétition.

## Palmarès
Il est champion du Costa Rica en 1993 avec le CS Herediano
 après avoir été finaliste en 1989 avec le LD Alajuelense.